# الجافعه
الجافعه (به عربی: الجافعة) یک روستا در سوریه است که در ناحیه حربنفسه واقع شده‌است. الجافعه ۸۳۳ نفر جمعیت دارد.